# Musée Rath
Pour les articles homonymes, voir Rath.
Le Musée Rath est un musée suisse situé à Genève. Il accueillit les collections d'abord conservées à l'hôtel de ville, au Calabri et à l'église Saint-Germain, dont 23 tableaux envoyés par le Louvre en 1805,, jusqu'à l'ouverture du Musée d'art et d'histoire de Genève en 1910.
Consacré aux beaux-arts, il propose des expositions temporaires d'art suisse et international et d'archéologie.

## Historique
Il est édifié sur la place Neuve entre 1824 et 1826 à l'instigation de la Société des arts de Genève, grâce au don de Jeanne Françoise et Jeanne Henriette Rath, héritières de leur frère, le général Simon Rath, qui s'était mis au service de la Russie. À sa mort en 1819, celui-ci lègue spécifiquement à ses sœurs la somme de 182 000 florins pour la construction d'un musée des beaux-arts. Le legs ne suffisant pas à couvrir l'entièreté du coût de l'édification, la ville participa financièrement à ce projet estimé à 345 000 florins. Son inauguration eut lieu le 31 juillet 1826.
Dans son testament, Jeanne Rath stipule une « jouissance des salles du musée Rath par la société des arts à perpétuité tant que cette société n'y aurait pas renoncé volontairement ». Elle ajoute « je rappelle la véritable et seule destination de cet établissement consacré par mon intention et ma volonté aux beaux-arts, peinture et sculpture sans que ce local puisse être appliqué à d'autres emplois ».

## Bâtiment
Conçu par l'architecte Samuel Vaucher, le bâtiment de pur style néoclassique est utilisé à la fois comme école spécialisée, lieu de réunion et espace d'exposition. En 1851, le Musée Rath et ses collections deviennent la propriété de la ville de Genève après la proclamation de la république radicale par James Fazy. Peu après, on démolit les fortifications qui entourent la ville. En 1879, le Grand Théâtre est inauguré sur une parcelle adjacente.
Vers 1875, le musée est plein et, à chaque exposition temporaire, il faut vider les murs. C'est finalement en 1910 qu'on inaugure le Musée d'art et d'histoire aux Tranchées. À cette occasion, le Musée Rath est réaménagé pour sa nouvelle affectation, c'est-à-dire les collections d'art contemporain genevois, de moulages et des expositions temporaires, cette dernière fonction qui lui est aujourd'hui encore dévolue dans le cadre du réseau des musées d'art et d'histoire.